# Онеир
Онеири су у грчкој митологији били демони сна.

## Митологија
Онеири су могли имати различите облике, а људима су пристизали попут дашка ветра који је пролазио кроз кључаонице. Њихов задатак је био да уснуле упуте на прави пут или да их заварају. Онеира је било и више и замишљани су као демони или духови са тамним крилима. Они су се појављивали попут групе птица или слепих мишева, долазећи ноћу из своје пећине у Еребу, земљи вечите таме иза излазећег Сунца, односно крај Океана, близу земље мртвих. Висили су под лишћем дрвећа или по зидинама пећина. При доласку људима, они су пролазили кроз две капије; једна је била сачињена од рогова и доносила је пророчке снове, послате од богова. Такви снови су стизали после поноћи. Пре поноћи су стизали лажни снови, који су пролазили кроз капију од слоноваче.
У почетку су Онеири били персонификација без божанских моћи. Касније у хеленистичко-римској епохи, Онеир постаје пратилац Хермеса, а у позној антици постају самостална божанства.
Као њихове родитеље, Хигин је наводио Ереба и Никс, Хесиод у теогонији само Никс, Овидије у „Метаморфозама“ Хипноса, а Еурипид Геју. Овидије такође наводи да су њихова имена Морфеј, који је уједно и вођа, Икел или Фобетор и Фантас. Неки извори наводе и Епијала.

## Друге личности
Онеир је био и син Ахила и Дејдамије.